# 国立工業教員養成所の設置等に関する臨時措置法
国立工業教員養成所の設置等に関する臨時措置法（こくりつこうぎょうきょういんようせいじょのせっちとうにかんするりんじそちほう、昭和36年5月19日法律第87号）は国立工業教員養成所を設置することを規定した日本の法律。
1961年5月19日公布、同日施行。1969年廃止（工業教員養成所は、1969年3月31日に在学する者があるときは、その者が当該養成所に在学しなくなる日までの間、存続するとされたが、実際には1967年から学生募集を停止したため、実質的に1969年度限りで廃止された。）。

## 概要
1963年から急増する高等学校進学者と、高度経済成長による工業化に必要な人材を養成するために工業高等学校が増設された。それに対応する工業高等学校教員を速成する国立工業教員養成所を設置するための法律。
国立工業教員養成所は、3年制で、北海道大学、東北大学、東京工業大学、横浜国立大学、名古屋工業大学、京都大学、大阪大学、広島大学及び九州大学に附置され、それぞれ附置した大学の名称に「工業教員養成所」を加えたもの（例　京都大学工業教員養成所）を名称とした。
また授業料の徴収猶予、工業教員になった場合の免除などの優遇があった。